# Lycope
Lycopus
Genre
Classification phylogénétique
Sous-tribu
Les lycopes, Lycopus en latin, du grec lykos : « loup » et pous : « pied », est un genre de plantes à fleurs de la famille des Lamiacées.
La souche charnue de cette plante a été autrefois mangée en Amérique du Nord par les Amérindiens comme des légumes cuits
(L. asper et L. virginicus) et au Japon ils étaient cuits à l'eau.

## Espèces
- Lycopus americanus Muhl. ex W. Bart.
- Lycopus amplectens Raf.
- Lycopus asper Greene — lycope rude (ne pas confondre avec lycopode)
- Lycopus cokeri Ahles ex Sorrie
- Lycopus europaeus L. — chanvre d'eau ou patte-de-loup
- Lycopus laurentianus Rolland-Germain — lycope du Saint-Laurent
- Lycopus lucidus Turcz. ex Benth. — utilisé en médecine traditionnelle chinoise sous le nom 泽兰 Zé Lán.
- Lycopus rubellus Moench
- Lycopus × sherardii Steele (pro sp.)
- Lycopus uniflorus Michx.
- Lycopus virginiana Linnaeus
- Lycopus virginicus L. — lycope de Virginie